# Antonio Franzil
Antonio Franzil (Alesso, 12 agosto 1897 – Sassari, 27 ottobre 1979) è stato un carpentiere e funzionario italiano.

## Biografia
Antonio Franzil inizia da giovanissimo l'attività di carpentiere in Germania e nel 1921 approda alla Ferrobeton, ditta per la quale lavora nei cantieri di Milano. Durante il periodo milanese intraprende gli studi presso le scuole serali per diventare capocantiere, qualifica che ottiene nel 1924 nella città di Roma.
Nel 1924 comincia a lavorare come capocantiere presso la ditta dei fratelli Nale, ma dopo pochi mesi, in seguito al fallimento della ditta, Franzil chiede di essere reintegrato presso la Ferrobeton, che lo invierà in vari cantieri in giro per l'Italia. Franzil negli anni tra il 1924 e il 1930 lavora anche per la Ditta Gerolamo Piu e figli e l'Impresa Geometra Alessandro Pichini.
Nel 1931 viene trasferito dalla Ferrobeton in Sardegna dove svolgerà numerosi lavori per conto della società, tra cui quelli per la costruzione della Centrale termoelettrica di Santa Caterina, quelli per la costruzione di acquedotti o di edifici importanti, come per esempio il Padiglione dell'artigianato a Sassari.